# Pegomya curviphallis
Pegomya curviphallis este o specie de muște din genul Pegomya, familia Anthomyiidae, descrisă de Verner Michelsen în anul 2006.
Este endemică în Sweden. Conform Catalogue of Life specia Pegomya curviphallis nu are subspecii cunoscute.